# رافي غولاتي
رافي غولاتي (بالإنجليزية: Ravi Gulati)‏ هو عامل اجتماعي هندي، ولد في 1974 في دلهي في الهند.